# Maurizio Martina

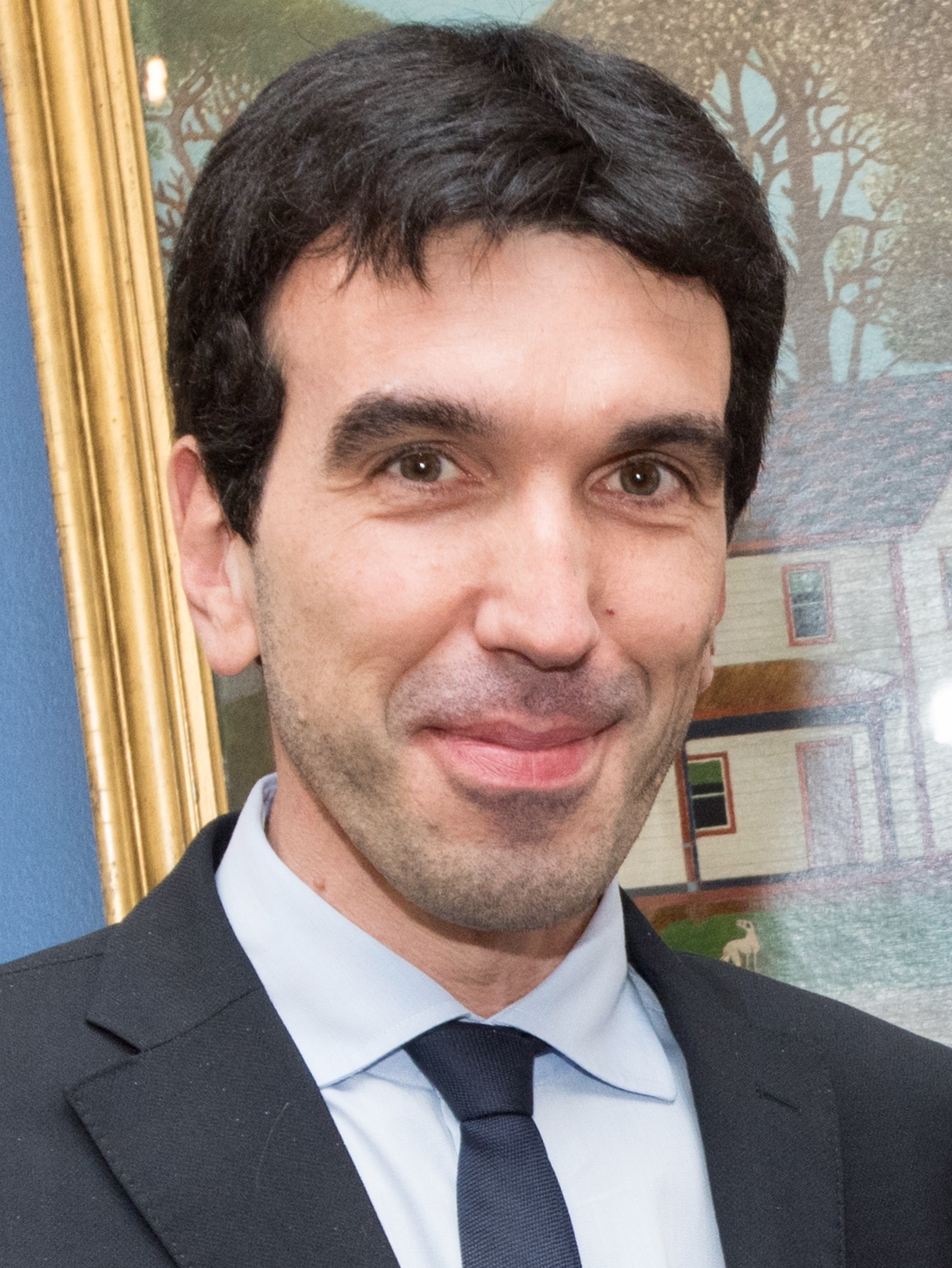
Maurizio Martina (2017)

Maurizio Martina (* 9. September 1978 in Calcinate bei Bergamo) ist ein italienischer Politiker der Partito Democratico  (PD). Er ist seit 2021 stellvertretender Generaldirektor der Ernährungs- und Landwirtschaftsorganisation der Vereinten Nationen (FAO). Zuvor war er von Februar 2014 bis zum 1. Juni 2018 Italiens Minister für Landwirtschafts-, Ernährungs- und Forstpolitik.

## Leben
Martina besuchte die Landwirtschaftsfachoberschule Istituto tecnico agrario di Bergamo und studierte dann Politikwissenschaft an der Universität Macerata. Seine politische Karriere begann 1994 in einer Studentenbewegung und in der Sinistra Giovanile, Jugendorganisation der Partito Democratico della Sinistra (PDS; Demokratische Linkspartei). 1999 wurde er Gemeinderat in Mornico al Serio. Im Jahr 2004 wurde er Vorsitzender der Linksdemokraten in der Provinz Bergamo, 2006 Parteivorsitzender in der Lombardei. Die Linksdemokraten gingen 2007 in der Mitte-links-Sammelpartei Partito Democratico (PD) auf. Martina wurde 2009 in den nationalen Parteivorstand gewählt und war dort für das Thema Landwirtschaft zuständig. Er errang 2010 einen Sitz im Regionalrat der Lombardei. 2013 wurde er im Kabinett Letta Staatssekretär im Landwirtschaftsministerium (unter der Ministerin Nunzia De Girolamo).
Im Kabinett Renzi (Februar 2014 bis Dezember 2016) und im Kabinett Gentiloni (Dezember 2016 bis März 2018) war er Landwirtschaftsminister. Nach seiner Wiederwahl als Parteivorsitzender (segretario) der PD ernannte Matteo Renzi im Mai 2017 Martina zu seinem Stellvertreter (vicesegretario). Bei den Parlamentswahlen am 4. März 2018 wurde er in die Abgeordnetenkammer gewählt. Nach dem Rücktritt Renzis übernahm Martina vom 7. Juli bis zum 17. November 2018 kommissarisch den Parteivorsitz der Partito Democratico. Er kandidierte auch bei der Urwahl des neuen Parteivorsitzenden durch die Mitglieder und Anhänger der PD im März 2019. Obwohl er selbst zum sozialdemokratischen Parteiflügel zählt, wurde er auch von Vertretern der eher zur Mitte tendierenden, christlichen und sozialliberalen Strömungen wie Graziano Delrio unterstützt. Der Senator Matteo Richetti, der zunächst selbst den Parteivorsitz angestrebt hatte, zog seine Kandidatur zurück und schloss sich Martina als designierter Stellvertreter an. Mit 22 Prozent (rund 345.000 Stimmen) kam Martina auf den zweiten Platz, unterlag aber deutlich Nicola Zingaretti, der die Wahl mit 66 Prozent gewann.
Im Januar 2021 wurde Martina zum stellvertretenden Generaldirektor der Ernährungs- und Landwirtschaftsorganisation der Vereinten Nationen (FAO) ernannt.

## Positionen
„Für mich sollte eine ernsthafte Debatte über Konzessionen, die Rolle des Staates und die Wahrung des Allgemeininteresses angesprochen werden. Ich weiß nicht, ob alles auf das Verhältnis zwischen öffentlich und privat reduziert werden kann  [...] es gibt Privatpersonen, die in der Lage sind, der Gemeinschaft mehr zurückzugeben als der Staat. Der Punkt ist, wie man diese Aktion im allgemeinen Interesse kontrollieren kann“.